# Leehelea leucophaeata
Leehelea leucophaeata är en tvåvingeart som beskrevs av Debenham 1974. Leehelea leucophaeata ingår i släktet Leehelea och familjen svidknott. Inga underarter finns listade i Catalogue of Life.